# Cagliari Calcio
Cagliari Calcio je italijanski nogometni klub s sedežem v mestu Cagliari na Sardiniji. Klub je bil ustanovljen leta 1920 in trenutno nastopa v Serie A. Leta 1970 je moštvo osvojilo naslov italijanskega prvaka, tako imenovani scudetto. Klubski barvi sta rdeča in modra, moštvo pa svoje domače tekme igra na stadionu Sant'Elia, ki sprejme 16.000 gledalcev.